# ویلیام سی. بروس
ویلیام سی. بروس (به انگلیسی: William C. Bruce) سناتور سابق عضو حزب دموکرات ایالات متحده آمریکا بود. وی در سال ۱۹۲۳ تا ۱۹۲۹ میلادی سناتور ایالت مریلند در سنای ایالات متحده آمریکا بود.